# Остергайде
Остергайде (нім. Osterheide) — громада в Німеччині, розташована в землі Нижня Саксонія. Входить до складу району Гайдекрайс.
Площа — 177,99 км2. Населення становить 4084 ос. (станом на 31 грудня 2021).